# Anthracoceros montani
Il bucero delle Sulu (Anthracoceros montani (Oustalet, 1880)) è una rara specie di uccello della famiglia dei Bucerotidi.

## Descrizione
Il bucero delle Sulu raggiunge una lunghezza massima di 70 centimetri. La coda è bianca. Il piumaggio, il becco, la pelle glabra della faccia e il casco sono neri. Il dorso e le ali, anch'essi neri, presentano una sfumatura verdastra. L'iride è color crema nei maschi e marrone scuro nelle femmine. Il becco dei giovani, privo di casco, ha la punta di colore chiaro.

## Biologia
Il bucero delle Sulu vive nelle foreste primarie di Dipterocarpacee, preferibilmente sui pendii delle montagne. Si nutre di bacche e frutti e necessita di grandi alberi per nidificare.

## Distribuzione e habitat
In passato il bucero delle Sulu era presente su tre isole dell'arcipelago delle Sulu, Sanga-Sanga, Jolo e Tawi-Tawi, ma oggi si trova unicamente a Tawi-Tawi.

## Conservazione
Ancora comune nel XIX secolo, il bucero delle Sulu è oggi una delle specie di uccelli più rare delle Filippine. Nel 1999 ne furono censiti solamente 40 esemplari. Le cause principali della sua rarità sono la distruzione dell'habitat e la caccia. Le isole di Jolo e di Sanga-Sanga sono state quasi completamente disboscate e a Tawi-Tawi questi uccelli vengono usati come bersaglio dai militari. Inoltre, i nidiacei vengono catturati per essere mangiati. Un censimento effettuato nel 2019 ha registrato la presenza di appena 27 esemplari.